# Stentjärnen (Norsjö socken, Västerbotten)
Stentjärnen är en sjö i Norsjö kommun i Västerbotten och ingår i Umeälvens huvudavrinningsområde. Sjön har en area på 0,216 kvadratkilometer och ligger 289,1 meter över havet. Stentjärnen ligger i Vindelälven Natura 2000-område.

## Delavrinningsområde
Stentjärnen ingår i det delavrinningsområde (721458-164461) som SMHI kallar för Inloppet i Aggträsket. Medelhöjden är 294 meter över havet och ytan är 10,18 kvadratkilometer. Det finns inga avrinningsområden uppströms utan avrinningsområdet är högsta punkten. Aggträskån (Fiskbäcken) som avvattnar avrinningsområdet har biflödesordning 4, vilket innebär att vattnet flödar genom totalt 4 vattendrag innan det når havet efter 215 kilometer. Avrinningsområdet består mestadels av skog (80 procent) och sankmarker (12 procent). Avrinningsområdet har 0,73 kvadratkilometer vattenytor vilket ger det en sjöprocent på 7,1 procent.